# PDC Pro Tour 2010
Die PDC Pro Tour 2010 war die neunte Austragung der Dartsturnierserie von der PDC. Sie beinhaltete die UK Open Qualifiers und die Players Championships. Insgesamt wurden 45 Turniere und damit 6 mehr als im Vorjahr ausgetragen – 37 Players Championships und 8 UK Open Qualifiers.

## Preisgeld
Die Preisgelder der Players Championships und UK Open Qualifiers wurden beide erhöht.
Sie unterteilten sich wie folgt:
| Runde         | Players Championships | UK Open Qualifiers |
| ------------- | --------------------- | ------------------ |
| Sieg          | £ 6.000               | £ 6.000            |
| Finale        | £ 3.000               | £ 3.000            |
| Halbfinale    | £ 1.500               | £ 1.500            |
| Viertelfinale | £ 1.000               | £ 1.000            |
| Achtelfinale  | £ 500                 | £ 500              |
| Letzte 32     | £ 300                 | £ 300              |
| Letzte 64     | £ 200                 | £ 200              |
| Total         | £ 31.200              | £ 31.200           |

## Players Championships
| Nr. | Datum      | Turnier                                 | Austragungsort | Sieger                | Ergebnis | Finalist           |
| --- | ---------- | --------------------------------------- | -------------- | --------------------- | -------- | ------------------ |
| 1   | 06.02.2010 | PDPA Players Championship Gibraltar 1   | Gibraltar      | Colin Lloyd           | 6 : 1    | Wayne Jones        |
| 2   | 07.02.2010 | PDPA Players Championship Gibraltar 2   | Gibraltar      | Denis Ovens           | 6 : 5    | Gary Anderson      |
| 3   | 20.02.2010 | PDPA Players Championship Swindon       | Swindon        | Mervyn King           | 6 : 3    | Andy Hamilton      |
| 4   | 27.02.2010 | PDPA Players Championship Derby 1       | Derby          | Phil Taylor           | 6 : 1    | Terry Jenkins      |
| 5   | 06.03.2010 | PDPA Players Championship Germany 1     | Gladbeck       | Vincent van der Voort | 6 : 2    | Wayne Jones        |
| 6   | 07.03.2010 | PDPA Players Championship Germany 2     | Gladbeck       | Adrian Lewis          | 6 : 4    | Mark Walsh         |
| 7   | 13.03.2010 | PDPA Players Championship Wigan 1       | Wigan          | Phil Taylor           | 6 : 0    | Mark Dudbridge     |
| 8   | 20.03.2010 | PDPA Players Championship Crawley 1     | Crawley        | Barrie Bates          | 6 : 5    | Denis Ovens        |
| 9   | 10.04.2010 | Bobby Bourn Memorial Trophy             | Barnsley       | Simon Whitlock        | 6 : 4    | Gary Anderson      |
| 10  | 17.04.2010 | PDPA Players Championship Derby 2       | Derby          | Simon Whitlock        | 6 : 4    | Colin Lloyd        |
| 11  | 24.04.2010 | PDPA Players Championship Wigan 2       | Wigan          | Wes Newton            | 6 : 2    | Andy Smith         |
| 12  | 08.05.2010 | PDPA Players Championship Wigan 3       | Wigan          | Simon Whitlock        | 6 : 0    | Andy Hamilton      |
| 13  | 15.05.2010 | PDPA Players Championship Austria 1     | Salzburg       | Simon Whitlock        | 6 : 4    | Steve Beaton       |
| 14  | 16.05.2010 | PDPA Players Championship Austria 2     | Salzburg       | Phil Taylor           | 6 : 4    | Simon Whitlock     |
| 15  | 12.06.2010 | PDPA Players Championship Barnsley 1    | Barnsley       | Gary Anderson         | 6 : 1    | Mark Walsh         |
| 16  | 13.06.2010 | PDPA Players Championship Barnsley 2    | Barnsley       | Ronnie Baxter         | 6 : 5    | Denis Ovens        |
| 17  | 19.06.2010 | PDPA Players Championship Netherlands 1 | Haarlem        | Vincent van der Voort | 6 : 5    | Wayne Jones        |
| 18  | 20.06.2010 | PDPA Players Championship Netherlands 2 | Haarlem        | Andy Smith            | 6 : 4    | Alan Tabern        |
| 19  | 27.06.2010 | PDC US Open                             | Paradise       | Phil Taylor           | 6 : 3    | Denis Ovens        |
| 20  | 28.06.2010 | PDPA Players Championship Las Vegas 1   | Paradise       | Gary Anderson         | 6 : 4    | Simon Whitlock     |
| 21  | 29.06.2010 | PDPA Players Championship Las Vegas 2   | Paradise       | Co Stompé             | 6 : 3    | James Wade         |
| 22  | 22.08.2010 | Australian Open Players Championship    | Sydney         | Dennis Priestley      | 6 : 3    | Mark Hylton        |
| 23  | 28.08.2010 | PDPA Players Championship Canada        | Ontario        | Jamie Caven           | 6 : 4    | Michael van Gerwen |
| 24  | 29.08.2010 | Canadian Masters Players Championship   | Ontario        | Colin Lloyd           | 6 : 1    | Jamie Caven        |
| 25  | 04.09.2010 | PDPA Players Championship Crawley 2     | Crawley        | Adrian Lewis          | 6 : 4    | Steve Farmer       |
| 26  | 05.09.2010 | PDPA Players Championship Crawley 3     | Crawley        | Colin Lloyd           | 6 : 4    | Simon Whitlock     |
| 27  | 18.09.2010 | PDPA Players Championship Netherlands 3 | Nuland         | James Wade            | 6 : 4    | Terry Jenkins      |
| 28  | 19.09.2010 | PDPA Players Championship Netherlands 4 | Nuland         | Steve Farmer          | 6 : 4    | Kevin Painter      |
| 29  | 02.10.2010 | PDPA Players Championship Ireland 1     | Dublin         | Simon Whitlock        | 6 : 1    | Dennis Priestley   |
| 30  | 03.10.2010 | PDPA Players Championship Ireland 2     | Dublin         | Jamie Caven           | 6 : 5    | Ronnie Baxter      |
| 31  | 17.10.2010 | Killarney Pro Tour                      | Killarney      | Gary Anderson         | 6 : 1    | Dennis Smith       |
| 32  | 23.10.2010 | PDPA Players Championship Germany 3     | Bad Nauheim    | Mark Webster          | 6 : 4    | Richie Burnett     |
| 33  | 24.10.2010 | PDPA Players Championship Germany 4     | Bad Nauheim    | Simon Whitlock        | 6 : 4    | Richie Burnett     |
| 34  | 06.11.2010 | PDPA Players Championship Barnsley 3    | Barnsley       | Wes Newton            | 6 : 3    | Colin Lloyd        |
| 35  | 07.11.2010 | PDPA Players Championship Barnsley 4    | Barnsley       | Wes Newton            | 6 : 1    | Mark Webster       |
| 36  | 27.11.2010 | PDPA Players Championship Derby 3       | Derby          | Phil Taylor           | 6 : 3    | Mark Walsh         |
| 37  | 28.11.2010 | PDPA Players Championship Derby 4       | Derby          | Mark Walsh            | 6 : 4    | Phil Taylor        |

## UK Open Qualifiers
| Nr. | Datum      | Austragungsort | Sieger        | Ergebnis | Finalist       |
| --- | ---------- | -------------- | ------------- | -------- | -------------- |
| 1   | 21.02.2010 | Swindon        | Mervyn King   | 6 : 1    | Simon Whitlock |
| 2   | 28.02.2010 | Derby          | Mark Walsh    | 6 : 2    | Phil Taylor    |
| 3   | 14.03.2010 | Wigan          | Phil Taylor   | 6 : 0    | Jamie Caven    |
| 4   | 21.03.2010 | Crawley        | Gary Anderson | 6 : 5    | Wes Newton     |
| 5   | 11.04.2010 | Barnsley       | Mark Walsh    | 6 : 3    | John Part      |
| 6   | 18.04.2010 | Derby          | Phil Taylor   | 6 : 2    | Peter Wright   |
| 7   | 25.04.2010 | Wigan          | Colin Lloyd   | 6 : 3    | Colin Osborne  |
| 8   | 09.05.2010 | Wigan          | James Wade    | 6 : 2    | Gary Anderson  |